# Barragem de Covão do Ferro
A Barragem de Covão do Ferro, construída sobre o leito da ribeira de Alforfa, localiza-se no Município de Covilhã, Distrito de Castelo Branco, em Portugal. A barragem foi projectada em 1935 e entrou em funcionamento em 1956.

## Barragem
É uma barragem de gravidade de alvenaria. Possui uma altura de 32,5 m acima da fundação (30 m acima do terreno natural) e um comprimento de coroamento de 400 m. Possui uma capacidade de descarga máxima de .. (descarga de fundo) + 30 (descarregador de cheias) m³/s.

## Albufeira
A albufeira da barragem apresenta uma superfície inundável ao NPA (Nível Pleno de Armazenamento) de 0,065 km² e tem uma capacidade total de 1,1 Mio. m³. As cotas de água na albufeira são: NPA de 1573,4 metros, NMC (Nível Máximo de Cheia) de 1575,7 metros e NME (Nível Mínimo de Exploração) de 1545 metros.